# Alexei Wiktorowitsch Kusmitschow

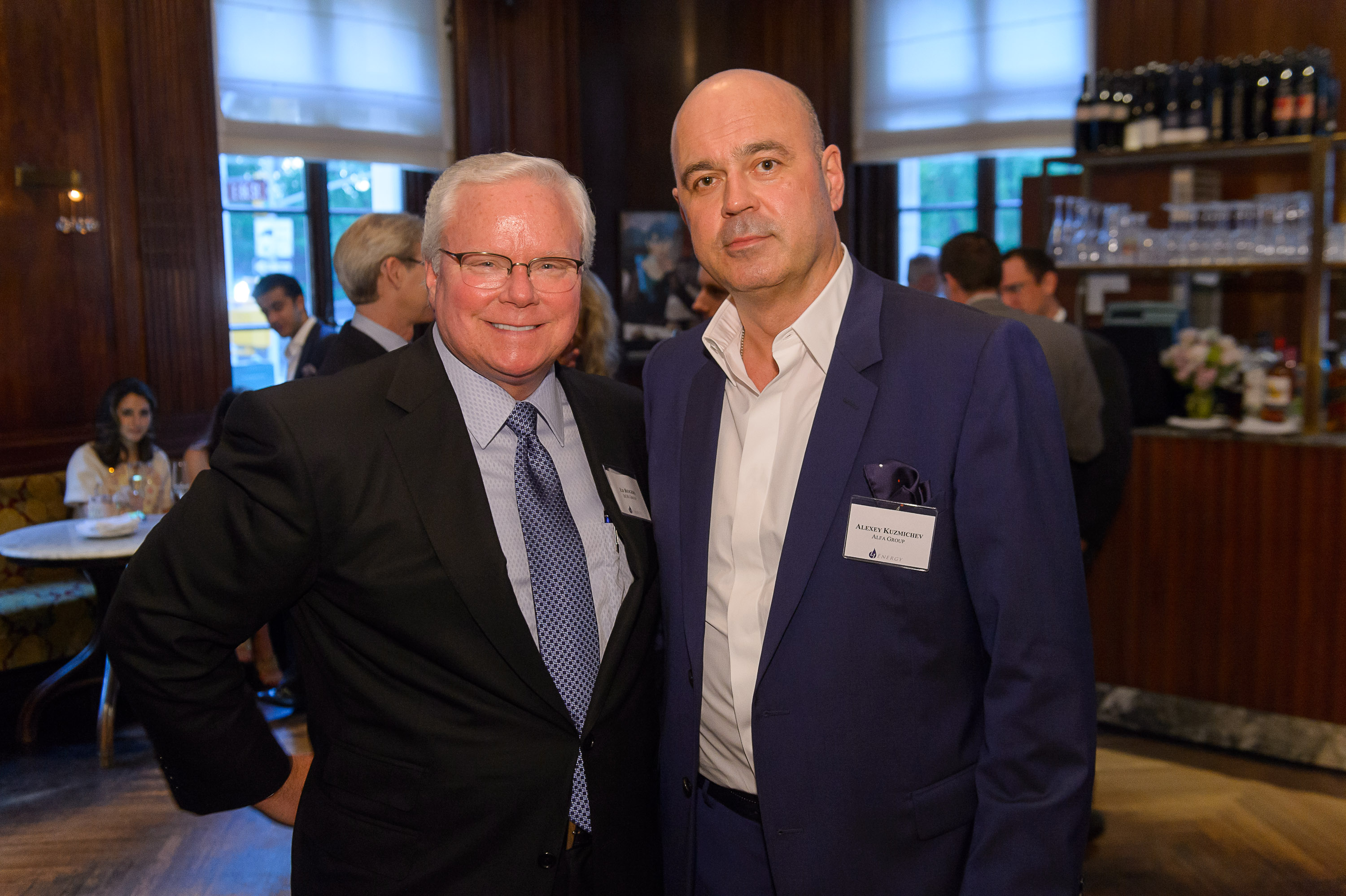
Alexei Wiktorowitsch Kusmitschow (rechts)

Alexei Wiktorowitsch Kusmitschow (Алексей Викторович Кузьмичёв; * 7. November 1963 in Kirow) ist ein russischer Oligarch.
Am 15. März 2022 setzte die Europäische Union ihn im Zusammenhang mit dem Überfall Russlands auf die Ukraine 2022 auf die Sanktionsliste und ließ sein Vermögen einfrieren. Außerdem wird ihm auf Grundlage des Beschlusses die Einreise in die EU verweigert.

## Leben
Kusmitschow studierte an dem Moskauer Institut für Stahl und Legierungen. 1989 hat er gemeinsam mit seinen Studienfreunden German Borissowitsch Chan und Michail Maratowitsch Fridman das Unternehmen Alfa Group gegründet. Kusmitschow besitzt bedeutende Aktienanteile an der Alfa Group. Nach Angaben der US-amerikanischen Zeitschrift Forbes gehört Kusmitschow zu den reichsten Russen. Forbes hat im März 2017 sein Vermögen auf etwa 7,2 Mrd. US-Dollar geschätzt.